# روجیب

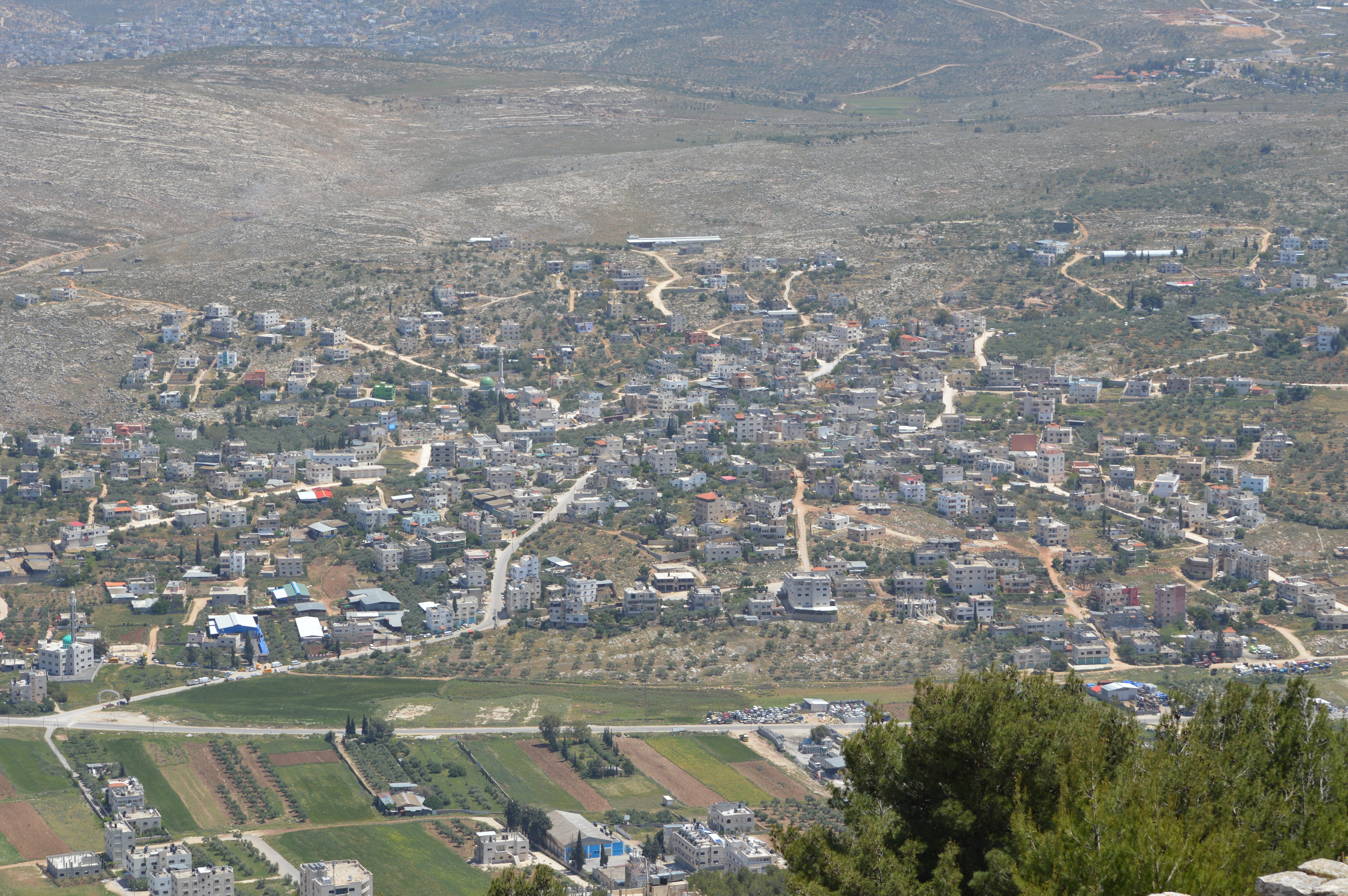
تصویری از این شهر

روجیب یک شهر فلسطینی در استان نابلس در ایالت فلسطین، در شمال کرانهٔ غربی رود اردن، واقع در ۳ کیلومتری جنوب شرقی نابلس است. بر اساس گزارش اداره مرکزی آمار فلسطین (PCBS)، این شهر در سال ۲۰۱۷ دارای ۵۹۶۴ نفر جمعیت بوده است.

## مکان
روجیب در ۴/۳ کیلومتری جنوب شرقی نابلس قرار دارد. از شرق با بیت فوریک، از جنوب با آوارته و از شمال و غرب با نابلس همسایه است.

## تاریخ
در دوران مس‌سنگی، سکونت انسانی در اینجا وجود داشت.
در این منطقه قطعاتی از اواخر عصر برنز/عصر آهن اول، عصر هلنیستی، امپراتوری روم و امپراتوری بیزانس یافت شده است.
گفته شده است که روجیب روستای صلیبی راگابام بوده است که یکی از روستاهایی بود که پادشاه بالدوین یکم اورشلیم با منطقه بیتانی مبادله کرد و به عنوان تیول (اروپا) به کلیسای مقبره مقدس داده شد. سفال‌هایی از دوران صلیبیون نیز در اینجا یافت شده است.

### دوران عثمانی
در سال ۱۵۱۷، این روستا به همراه بقیه فلسطین در قلمرو امپراتوری عثمانی قرار گرفت و در اسناد مالیاتی ۱۵۹۶ به عنوان روجیب، واقع در ناحیه اداری جبل قبال در سنجق نابلس ظاهر شد. جمعیت ۱۶ خانوار و ۱ مجرد که همگی مسلمان بودند. آنها نرخ مالیات ثابت ۳۳٫۳ درصدی را برای محصولات کشاورزی مانند گندم، جو، صیفی جات، درختان زیتون، بز و کندو، پرس روغن زیتون یا شربت انگور، علاوه بر درآمدهای موردی و مالیات ثابت برای مردم پرداخت می‌کردند. چیزی حدود ۳۶۰۰ سکه.
در سال ۱۸۳۸، راوجیب در منطقه البیتاوی، در شرق نابلس، همراه با بیتا، هاودلا و آوارتا مورد توجه قرار گرفت.
در سال ۱۸۷۰، ویکتور گورین جهانگرد فرانسوی از این منطقه دیدار داشته است و این منطقه را «روستایی با بیش از سیصد سکنه، روی تپه ای که اطراف آن قبلاً در چند نقطه به عنوان معدن مورد بهره‌برداری قرار می‌گرفته است» یاد کرده. گورین همچنین ادامه داده است: پرچین‌های کاکتوس به عنوان محوطه و حفاظ برای برخی از باغ‌ها بودند.
در سال ۱۸۸۲، نتایج بررسی صندوق اکتشاف فلسطین در غرب فلسطین، این منطقه را به عنوان «روستایی با وسعت متوسط در شرق دشتی به این نام، با درختان زیتون در اطراف آن» توصیف کرد.

### دوران قیمومت بریتانیا
در سرشماری فلسطین در سال ۱۹۲۲ که توسط مقامات قیمومیت بریتانیا انجام شد، جمعیت روجیب ۲۵۰ مسلمان بود که در سرشماری سال ۱۹۳۱ به ۲۷۷ مسلمان در ۵۸ خانه افزایش یافت.
در آمار سال ۱۹۴۵، جمعیت روجیب ۳۹۰ مسلمان بود در حالی که مساحت کل زمین بر اساس بررسی رسمی زمین و جمعیت، ۷۰۳۸ دونوم بود. از این تعداد، ۲۳۵ دونوم برای مزارع و زمین‌های آبی، ۳۴۱۰ دونوم برای غلات استفاده می‌شد، در حالی که ۳۰ دونوم به عنوان مناطق ساخته شده (شهری) طبقه‌بندی شد.

### دوران اردن
در پی جنگ اعراب و اسرائیل در سال ۱۹۴۸، و پس از قراردادهای آتش‌بس ۱۹۴۹، روجیب تحت حاکمیت اردن قرار گرفت.
در سال ۱۹۶۱ جمعیت روجیب ۶۲۸ نفر بوده است.

### بعد از سال ۱۹۶۷
از زمان جنگ شش روزه در سال ۱۹۶۷، روجیب تحت اشغال اسرائیل بوده است. جمعیت این منطقه در سرشماری سال ۱۹۶۷ که توسط اسرائیل انجام شد، ۸۳۱ نفر بود که ۳۰ نفر از آنها از اسرائیل بودند.
پس از معاهده ۱۹۹۵، ۲۸ درصد از اراضی روجیب به عنوان منطقه ب (تحت پوشش فلسطین) و ۷۲ درصد باقی مانده به عنوان منطقه ج (مناطق تحت اشغال اسرائیل) طبقه‌بندی شد. اسرائیل ۱۶۹ دونوم زمین را از روجیب برای ساخت شهرک اسرائیلی ایتامار مصادره کرده است.